# HMAS Melbourne (R21)

Емблема авіаносця

«Мельбурн» (англ. HMAS Melbourne (R21)) — британський легкий авіаносець типу «Маджестік», переданий ВМС Австралії.

## Історія створення
Авіаносець був закладений на верфі Vickers-Armstrongs в Барроу-ін-Фернес 15 квітня 1943 року під назвою "Маджестік (англ. HMS Majestic (R77)), спущений на воду 28 лютого 1945 року. Але у зв'язку із завершенням Другої світової війни будівництво було припинене.
У 1949 році авіаносець за 8,309 млн ф.с. був придбаний Австралією та перейменований на «Мельбурн». Авіаносець добудовувався в Англії і був прийнятий на озброєння ВМС Австралії 28 жовтня 1955 року.

## Конструкція
Порівняно з початковим проектом авіаносець «Мельбурн» отримав кутову польотну палубу (5,5° до діаметральної площини корабля), парову катапульту BS-4, нові аерофінішери, оптичну дзеркальну систему посадки літаків. Літакопідйомники мали розміри 17,7×12,2 м та вантажопідйомність 11 т.
Спочатку на кораблі були встановлені голландські радари LW-02 та ZW, а також британські радари 277Q, 293Q та засоби управління вогнем та РЕБ. У 1969 році була встановлена американська система управління польотами SPN-35.
В момент вступу в стрій на кораблі було 25 зенітних автоматів «Бофорс». Але на кінець 1970-х років залишилось лише 4 спарених та 4 одноствольних ЗА.

## Історія служби

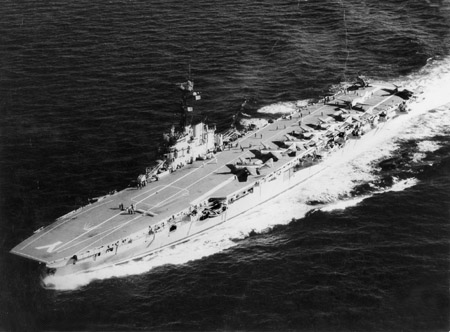
«Мельбурн» у 1956 році

Авіаносець вирушив з Портсмут 5 березня та прибув у Фрімантл 23 квітня 1956 року. З 14 травня 1956 року — флагманський корабель ВМС Австралії. Восени того ж року він взяв участь у навчаннях «Exercise Albatross».
У 1958 авіаносець здійснив похід з метою «демонстрації прапора», під час якого відвідав Сінгапур, Гонконг, Філіппіни, Японію, Перл-Гарбор та Фіджі.
У 1959 році в Мельбурні корабель брав участь у зйомках фільму Стенлі Крамера «На останньому березі» (англ. On the Beach).
У 1960 році внаслідок різних інцидентів на авіаносці були пошкоджені два літаки Fairey Gannet та чотири de Havilland Sea Venom. У 1961 році авіаносець здійснив похід до берегів Індії, під час якого відвідав Бомбей, Карачі та Тринкомалі, у 1962 році — похід в Японію, Гуам та о. Манус.
У 1963 році авіаносець взяв участь у навчаннях «Exercise Sea Serpent» країн-учасниць СЕАТО.
10 лютого 1964 року «Мельбурн» зіткнувся з есмінцем «Вояджер», внаслідок чого останній затонув, загинуло 82 особи. Після ремонту авіаносець взяв участь у навчаннях у Південно-Східній Азії.
Протягом 1965—1967 років «Мельбурн» здійснив ряд походів у Південно-Східній Азії та Азіатсько-Тихоокеанському регіоні, зокрема під час індонезійсько-малайзійської конфронтації та війни у В'єтнамі.
Протягом 1967—1969 років «Мельбурн» пройшов ремонт та модернізацію, під час якої була підсилена польотна палуба, і авіаносець міг нести літаки Douglas A-4 Skyhawk та Grumman S-2 Tracker. Також було модернізоване радіоелектронне обладнання.
3 червня 1969 року авіаносець зіткнувся з американським есмінцем «Френк Еванс», внаслідок чого він отримав пошкодження, а есмінець затонув; загинуло 74 американські моряки.
Під час ремонту 1971 року на авіаносці була замінена катапульта, у 1973—1973 роках було модернізоване допоміжне обладнання.
У 1974 році авіаносець взяв участь у навчаннях «Exercise Kangaroo» в Кораловому морі, «RIMPAC 75» (1975 рік), «RIMPAC 77» (1977 рік), «RIMPAC 78» (1978 рік), «RIMPAC 80» (1980 рік).

### Завершення служби
30 червня 1982 року корабель був виведений в резерв. 14 березня 1983 року він був виключений зі списків флоту, і у листопаді того ж року проданий на злам в Китай фірмі «China United Shipbuilding Company». Перед утилізацією з корабля було зняте все радіоелектронне обладнання та озброєння, а рулі були заварені так, щоб унеможливити їх повторне використання.
Корабель був відбуксирований в Китай у 1985 році, але не був розібраний одразу, а детально вивчений китайськими інженерами в рамках секретної програми розробки китайських авіаносців. Польотна палуба та все обладнання, пов'язане з польотами літаків, було відновлене, детально вивчене та використовувалось для підготовки китайських льотчиків морської авіації. Корабель не був утилізований протягом тривалого часу. За неперевіреними даними, він не був остаточно розібраний принаймні до 2002 року.

### Відзнаки

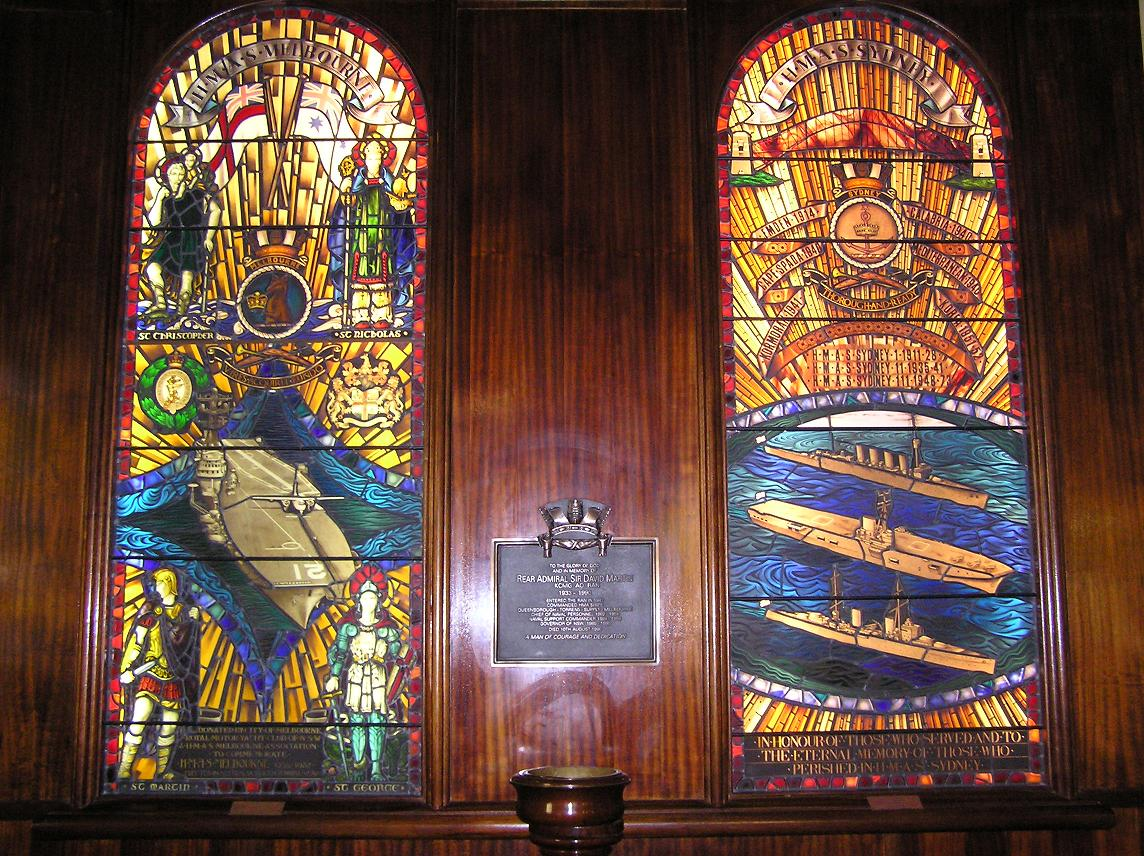
«Мельбурн» та «Сідней» на вітражах каплиці ВМС Австралії в м. Гарден-Айлен

У 2010 році, коли була остаточно переглянути австралійська система бойових нагород, авіаносець «Мельбурн» заднім числом був нагороджений відзнакою "Малайзія 1965-66 (англ. Malaysia 1965–66) за участь в індонезійсько-малайзійській конфронтації.
Також авіаносець «Мельбурн» зображений на вітражах найстарішої каплиці ВМС Австралії в м. Гарден-Айлен (англ. Garden Island Naval Chapel).
Один з його якорів розміщений в експозиції, присвяченій морській авіації, в м. Новра (англ. Nowra) (Новий Південний Уельс).